# Приазовское (Донецкая область)
Приазовское (укр. Приазовське) — посёлок в Мангушском районе Донецкой области Украины.
Население по переписи 2001 года составляло 948 человек. Почтовый индекс — 87431. Телефонный код — 6297. Код КОАТУУ — 1423981103.

## Местный совет
87400, Донецкая область, Мангушский р-н, с. Бердянское, ул. Радянская, 55